# NHK藤岡テレビ中継局
NHK藤岡テレビ中継局（エヌエイチケイふじおかテレビちゅうけいきょく）は、愛知県豊田市にある地上デジタルテレビの中継局。

## 中継局概要
| リモコン キーID | 放送局名       | 物理 チャンネル | 空中線電力 | ERP   | 放送対象 地域 | 放送区域 内世帯数 | 偏波面   |
| --------------- | -------------- | --------------- | ---------- | ----- | ------------- | ----------------- | -------- |
| 2               | NHK 名古屋教育 | 31ch            | 50mW       | 1.25W | 全国          | 約1,700世帯       | 水平偏波 |
| 3               | NHK 名古屋総合 | 32ch            | 50mW       | 1.25W | 愛知県        | 約1,700世帯       | 水平偏波 |

## 所在地
- 豊田市深見町字木戸
北緯35度10分49.2秒 東経137度11分55.8秒 / 北緯35.180333度 東経137.198833度

## 放送エリア
- 豊田市の一部（旧・西加茂郡藤岡町域）、約1,700世帯[1]。

## 歴史
- 2010年11月25日 予備免許交付
- 2010年11月30日 試験放送開始
- 2010年12月16日 免許交付[2]
- 2010年12月20日 放送開始

## その他
- 全局デジタル新局として開局。
- NHK名古屋放送局（総合・教育）のみ置局され、在名民放局（CBC・THK・NBN・CTV・TVA）は置局されていない[3]。